# Diaethria candrena
Diaethria candrena es una especie de lepidóptero de la familia Nymphalidae. Es originaria de Argentina y Brasil.

## Descripción
Tiene una envergadura de 40 a 46 mm de longitud. Las alas delanteras son de color negro con un rubor azul profundo basal. Las alas posteriores son en su mayoría negras, de nuevo con un rubor azul profundo basal. La parte inferior de las alas anteriores son en su mayoría de color rojo con un amplio borde negro. La parte inferior de las alas posteriores son blancas con un delgado margen exterior negro y dos finas bandas concéntricas negras al borde formando un 80, que es uno de los nombres comunes.
Las larvas se alimentan de especies del género Celtis.

## Subespecies
Lista de subespecies:
- Diaethria candrena candrena (Argentina, Brasil (Río Grande del Sur), Colombia)
- Diaethria candrena longfieldae (Talbot, 1928) (Brasil (Mato Grosso))